# رانا (ستاره)
رانا یا دلتا جوی از ستاره‌های صورت فلکی جوی است.
رانا (Rana) به زبان لاتین به معنای قورباغه است.